# Mike Hammer
Mike Hammer är en fiktiv privatdetektiv, skapad av Mickey Spillane och introducerad i boken Hämnden är min (I, the Jury).

## Romaner (originaltitlar)
- I, The Jury (1947)
- My Gun is Quick (1950)
- Vengeance Is Mine! (1950)
- One Lonely Night (1951)
- The Big Kill (1951)
- Kiss Me, Deadly (1952)
- The Girl Hunters (1962)
- The Snake (1964)
- The Twisted Thing (1966)
- The Body Lovers (1967)
- Survival... Zero! (1970)
- The Killing Man (1989)
- Black Alley (1997)
- The Goliath Bone (2008, med Max Allan Collins)
- The Big Bang (2010, med Max Allan Collins)
- Kiss Her Goodbye (2011, med Max Allan Collins)
- Lady, Go Die! (2012, med Max Allan Collins)
- Complex 90 (2013, med Max Allan Collins)
- King of the Weeds (2014, med Max Allan Collins)

## TV-filmatiseringar
Det har gjorts ett antal TV-serier baserade på Mike Hammer.
- En icke-uppföljd TV-pilot från 1954 med Brian Keith i huvudrollen och med manus och regi av Blake Edwards.[1]
- En svartvit TV-serie från 1958–1960 med Darren McGavin i huvudrollen, se Mickey Spillane's Mike Hammer (Revue Productions)
- En första TV-serie från 1984 med Stacy Keach i huvudrollen, se Mickey Spillane's Mike Hammer (CBS)
- En andra TV-serie med Keach i huvudrollen, se The New Mike Hammer
- En tredje TV-serie med Keach i huvudrollen, se Mike Hammer, Private Eye